# François Chevallier (1669-1748)
Pour les articles homonymes, voir François Chevalier.
François Chevallier est un géographe, cartographe et professeur de mathématiques français, membre de l'Académie royale des sciences, baptisé dans la paroisse Sainte-Maure-de-Touraine le 7 septembre 1669, et mort à Paris en janvier 1748.

## Biographie
Il est le fils d’Antoine Chevallier et de Renée Bonin (alias Bonyn). On ne connaît aucun élément sur sa formation.
François Chevallier a épousé Renée Gaudion, une nièce du mathématicien Joseph Sauveur (1653-1716).
François Chevallier a d'abord été connu comme cartographe quand il lève une carte en deux feuillets de l'Evesché de Meaux, sur l'ordre de Bossuet, publiée en 1698, puis en 1701 et 1717.
À la mort de Louvois, la direction des fortifications est confiée à Michel Le Peletier de Souzy. Ce dernier entreprend de réorganiser le personnel de sa direction en créant le service du Génie avec 19 directions et un corps des ingénieurs du génie. Un état de 1686 mentionne 280 répartis en trois classes, directeurs, ingénieurs en chef et ingénieurs ordinaires. Le Peletier de Souzy souhaitant que les candidats passent un examen. Le poste d'« examinateur des candidats aux fonctions d’ingénieur » est confié en 1702 à Joseph Sauveur, membre de l'Académie royale des sciences, qui a rédigé un Traité des fortifications. François Chevallier lui succède comme examinateur en 1720.
Il est nommé à l'Académie royale des sciences en 1699, élève de l'abbé Gallois, il est désigné associé géomètre le 31 janvier 1707 après la mort de Régis, puis pensionnaire mécanicien, le 10 janvier 1725, enfin vétéran le 1er mai 1738. En 1707, il a proposé à l'Académie royale des sciences une méthode pour réaliser la levée des cartes. La même année il donne un mémoire intitulé Des effets de la poudre à canon principalement dans les mines.
Il est le maître de mathématiques à l'école des pages de la Dauphine de 1698 à 1701, ainsi que de l'école des pages de la Petite Écurie. Joseph Sauveur est le maître de mathématiques des ducs de Bourgogne, d'Anjou, de Berry depuis 1686. Il en a assuré la survivance de ce poste de maître de mathématiques, par brevet du 22 février 1717, pour le jeune roi Louis XV jusqu'en 1723, puis pour le Dauphin, en 1736 jusqu'à sa mort. Quand Louis XV se réinstalle à Versailles, en 1722, François Chevallier a droit à un appartement dans le Grand commun, une annexe du château, pour y loger avec sa famille.
Il succède à son oncle comme professeur de mathématiques au Collège royal de France de 1716 à 1738, en particulier, de géométrie et d'arithmétique en 1718-1719, de fortifications en 1719, 1720 et de 1725 à 1735, de navigation en 1721-1722 et 1736, d'optique en 1723-1724 et 1737, et des applications de la géométrie à la perspective en 1737-1738.

## Famille
- Antoine Chevallier et de Renée Bonin (alias Bonyn),
  - François Chevallier marié en premières noces avec Renée Gaudion, une nièce de Joseph Sauveur,
  - François Chevallier, marié en secondes noces avec Jeanne de Vienne,
    - Auguste François Chevallier de Vienne

## Publications
- Plan d'une partie de la ville de Coulommiers (voir)
- avec Alexis-Hubert Jaillot, Evesché de Meaux dédié à Monseigneur Jacques Benigne Bossuet, Evesque de Meaux, 2 feuilles (voir)